# Dolmens du Pla de Tarters
Les dolmens du Pla de Tarters sont deux dolmens, accompagnés de roches à cupules, situés à Serdinya, dans le département français des Pyrénées-Orientales.